# داگمارا گراد
داگمارا گراد (انگلیسی: Dagmara Grad؛ زادهٔ ۱ ژوئن ۱۹۹۰) بازیکن فوتبال اهل لهستان است.
وی همچنین در تیم ملی فوتبال زنان لهستان بازی کرده‌است.